# 홍남서로
 홍남서로(Hongnamseo-ro)는 충청남도 홍성군 서부면송촌삼거로에서 은하면묵현교차로잇는 도로이다.

## 주요 경유지
충청남도
- 홍성군 (서부면 . 결성면 . 은하면)

## 노선
| 이름          | 접속 노선                | 소재지 | 소재지 | 비고 |
| ------------- | ------------------------ | ------ | ------ | ---- |
| 송촌삼거리    | 국도 제40호선 (서부로)   | 홍성군 | 서부면 |      |
| 구렁목고개    |                          | 홍성군 | 서부면 |      |
| 양곡삼거리    | 홍보로                   | 홍성군 | 서부면 |      |
| 소리개재      |                          | 홍성군 | 서부면 |      |
| 먹굴고개      |                          | 홍성군 | 서부면 |      |
| 읍내사거리    | 구성남로 홍남서로738번길 | 홍성군 | 결성면 |      |
| 해창교        |                          | 홍성군 | 결성면 |      |
| 목현 교차로   | 임해로 은하로            | 홍성군 | 은하면 |      |
| 홍남로와 직결 |                          |        |        |      |

## 주요 건물 및 시설
- 신양노인회관 (홍남서로 241/양곡리 170-1)
- 홍성군보건소 결성지점 (홍남서로 708/읍내리 466-2)
- 홍성경찰서 결성치안센터 (홍남서로 733/읍내리 379-3)
- 결성치안센터 (홍남서로 733/읍내리 379-3)
- CU 홍성결성점 (홍남서로 746/읍내리 349-2)
- 농협 결성농협 본점 (홍남서로 750/읍내리 163-2)